# Cases del torrent del Merler
Les Cases del torrent del Merler és un conjunt d'edificis de Crespià (Pla de l'Estany) que estan protegits com a bé cultural d'interès local.

## Descripció
Conjunt d'edificacions que conformen un interessant espai urbà, emplaçades a banda i banda del torrent Merlé, compreses entre el rentador públic i la intersecció del torrent amb la carretera. El conjunt és fruit de l'ordenació tradicional al llarg de dit torrent i conforma un passeig amb pas o als dos costats del llit del torrent, amb un encadenat de placetes i petits ponts. Les façanes del carrer estan conformades per habitatges unifamiliars entre mitgeres, amb parets de maçoneria, obertures emmarcades per carreus i alguns balcons amb llosana de pedra motllurada i barana de barrots metàl·lics. Les construccions són de planta baixa, més dues plantes i tenen la coberta de teula àrab a dues vessants amb carener paral·lel al carrer.

## Història
Moltes cases presenten l'any de construcció a la llinda de la porta. A la banda sud del torrent es troben els edificis més antics i representatius del conjunt, com són l'edifici de l'antic hospital i capella annexa, dedicada a Santa Llúcia, aquest edifici ha estat recentment rehabilitat com a seu de l'Ajuntament, dispensari i casal del poble. Prop d'aquest hi ha la casa pairal de Can Porcioles, amb un porxo sobre el carrer.
A les llindes s'observen els següents anys: nº14, 1614; nº18, 1801 (reforma); nº17, 1634 (Can Porcioles); nº15, 1753 "Francisco Grau Porcioles"; nº11, 1768; dovelles de la Capella de Santa Llúcia, 1626. En dues cases properes a la carretera hi ha els anys 1798 i 1821.